# Chiloglanis anoterus
Chiloglanis anoterus is een straalvinnige vissensoort uit de familie van de baardmeervallen (Mochokidae). De wetenschappelijke naam van de soort is voor het eerst geldig gepubliceerd in 1960 door Crass.